# 聖闘士神話 〜ソルジャー・ドリーム〜
「聖闘士神話 〜ソルジャー・ドリーム〜」（セイントしんわ ソルジャードリーム）は、影山ヒロノブ&BROADWAYと共におくる15thシングル。規格品番は15CC-8050。

## 概要
両曲はテレビ朝日系で放送されたテレビアニメ『聖闘士星矢』の2代目OP/ED。1988年7月21日に初代OP/EDも収録された「聖闘士星矢 Single」が発売された。
2019年5月12日にNHK総合で放送された『NHKのど自慢』（山口県光市）では、「聖闘士神話 〜ソルジャー・ドリーム〜」を歌った男性が今週のチャンピオンに選ばれ、同番組において元号が令和に変わってからの今週のチャンピオンに選ばれたアニメソングでの最初の曲となった。

## 収録曲
1. 聖闘士神話 〜ソルジャー・ドリーム〜
作詞：只野菜摘 / 作曲：松澤浩明 / 編曲：BROADWAY / 歌：影山ヒロノブ&BROADWAY
2. 夢旅人
作詞：許瑛子 / 作曲：影山ヒロノブ、須藤賢一 / 編曲：BROADWAY / 歌：影山ヒロノブ&BROADWAY

## カバー

### 聖闘士神話 〜ソルジャー・ドリーム〜
- 2015年配信のWebアニメ『聖闘士星矢 黄金魂 -soul of gold-』のオープニングとしてROOT FIVEがカバーし、同年のアルバム『the BEST of ROOT FIVE』に収録している。

青木隆治 - アルバム「VOICE 198X」に収録。